# 城北線 (伊予鐵道)
城北線（日语：／ Jōhoku sen */?），是一條由伊予鐵道營運的鐵道路線，連接愛媛縣松山市的古町站至平和通一丁目停留場，前身為道後鐵道之路線，也是唯一松山市內線以鐵道事業法營運的鐵道線。

## 路線資料
- 路線距離（營業距離）：2.7公里
- 軌距：1067毫米
- 停留場數：9個（包括起終點站）
- 複線路段：沒有（全線單線）
- 電氣化路段：全線電氣化（直流600V）
- 閉塞方式：自動閉塞式
- 可交會車站：3個（鐵砲町、木屋町、古町）

## 運行系統
- 1 環狀線下行：全線（由城南線上一萬站經連絡路軌至平和通一丁目站→鐵砲町站→木屋町站→古町站）
- 2 環狀線上行：全線（古町站→木屋町站→鐵炮町站→平和道一丁目站→連絡路軌至上一萬站）

- 上面的系統在城北線全區間行走。午間10分鐘間隔的運轉。
- 伊予鐵道的環狀線上行、下行為區別路線的指標。

## 歷史
- 1895年8月22日：道後鐵道古町站～道後站～松山站（之後改稱「一番町」，為現在的大街道站）間開業，採用762mm軌間的輕便鐵道。
- 1900年5月1日：道後鐵道與伊予鐵道合併，為道後線。
- 1911年8月8日：道後線全線之軌間由762mm改軌至1067mm和電化。
- 1926年5月2日：道後線道後站～一番町站間廢線。
- 1927年4月3日：城北線木屋町站～一萬站（現在的上一萬站）間開業。道後線古町～木屋町間編入城北線，木屋町～道後間廢線。
- 1969年12月1日：上一萬的城南線連絡軌道變更，不再由警察署方面合流變更。之後城北線的平和通一丁目站～上一萬站間廢止，該段改為城南線新設路線。
- 2015年3月1日：行經本線的電車加設英文到站提示廣播[1]。

## 停留場列表
：少爺列車
所有停留場都位於愛媛縣松山市
| 車站編號 | 中文停留場名 | 日文停留場名 | 英文停留場名 | 營業距離 | 系統  | 系統  | 系統     | 接續路線                    |
| -------- | ------------ | ------------ | ------------ | -------- | ----- | ----- | -------- | --------------------------- |
| 07       | 古町         |              |              | 0.0      | 1號線 | 2號線 | 少爺列車 | 伊予鐵道：■高濱線、大手町線 |
| 08       | 萱町六丁目   |              |              | 0.5      | 1號線 | 2號線 |          |                             |
| 09       | 本町六丁目   |              |              | 0.9      | 1號線 | 2號線 |          | 伊予鐵道：本町線            |
| 10       | 木屋町       |              |              | 1.1      | 1號線 | 2號線 |          |                             |
| 11       | 高砂町       |              |              | 1.4      | 1號線 | 2號線 |          |                             |
| 12       | 清水町       |              |              | 1.8      | 1號線 | 2號線 |          |                             |
| 13       | 鐵砲町       |              |              | 2.2      | 1號線 | 2號線 |          |                             |
| 14       | 赤十字醫院前 |              |              | 2.5      | 1號線 | 2號線 |          |                             |
| 15       | 平和通一丁目 |              |              | 2.7      | 1號線 | 2號線 |          | 伊予鐵道：連絡線            |